# Trevor Taylor
Pour les articles homonymes, voir Taylor.
Trevor Taylor est un pilote automobile anglais, né le 26 décembre 1936, à Gleadless (en), près de Sheffield et mort le 27 septembre 2010 des suites d'un cancer.

## Biographie
Champion britannique de Formule 3 500 cm3 en 1958, Taylor connaît sa première expérience en Formule 1 en 1959, à l'occasion du Grand Prix de Grande-Bretagne. En 1960 et 1961, il repasse à l'échelon inférieur et dispute le championnat britannique de Formule Junior (qui a remplacé la F3 dans la hiérarchie des disciplines monoplaces). Double champion de la discipline en 1960 et 1961 pour le compte de Lotus, son employeur lui offre la possibilité de regouter  à la Formule 1 à l'occasion du GP des Pays-Bas 1961 où il remplace Innes Ireland, blessé. 
Puis, à partir de la saison 1962, Taylor est définitivement engagé à la place d'Ireland. Mais la chance consistant à intégrer l'une des meilleures écuries du plateau va rapidement se révéler être un cadeau empoisonné pour Taylor, directement comparé à son coéquipier Jim Clark, alors considéré comme le meilleur pilote du monde et qui bénéficie de toutes les attentions de l'équipe. Après deux saisons globalement décevantes, le patron de Lotus, Colin Chapman, décide de le remplacer pour insuffisance de résultats. 
En 1964, Taylor trouve refuge dans l'écurie indépendante British Racing Partnership (BRP), avant d'effectuer une ultime apparition en Formule 1 en 1965, pour le compte de l'équipe Shannon Racing Cars.

## Palmarès
- Champion de Formule 3 britannique en 1958
- Champion de Formule Junior en 1960 et 1961
- 27 GP de Formule 1 disputés

## Résultats en championnat du monde de Formule 1
| Saison | Écurie                     | Châssis                  | Moteur            | Pneus  | GP disputés | Points inscrits | Classement |
| ------ | -------------------------- | ------------------------ | ----------------- | ------ | ----------- | --------------- | ---------- |
| 1959   | Ace Garage                 | Cooper T51               | Climax 4 en ligne | Dunlop | 0           | 0               | Nc.        |
| 1961   | Team Lotus                 | Lotus 18                 | Climax 4 en ligne | Dunlop | 1           | 0               | Nc.        |
| 1962   | Team Lotus                 | Lotus 24 Lotus 25        | Climax V8         | Dunlop | 9           | 6               | 10e        |
| 1963   | Team Lotus                 | Lotus 25                 | Climax V8         | Dunlop | 9           | 1               | 15e        |
| 1964   | British Racing Partnership | BRP Mk1 BRP Mk2 Lotus 24 | BRM V8            | Dunlop | 7           | 1               | 19e        |
| 1966   | Shannon Racing Cars        | Shannon SH1              | Climax V8         | Dunlop | 1           | 0               | Nc.        |

## Résultats aux 24 heures du Mans
| Année | Équipe            | Voiture     | Équipiers          | Résultat |
| ----- | ----------------- | ----------- | ------------------ | -------- |
| 1961  | Lotus Engineering | Lotus Elite | William E.J. Allen | 12e      |